# مهر أباد (سفلى أردستان)
مهر أباد (بالفارسية: مهرآبادو) هي منطقة سكنية تقع في إيران في أصفهان. يقدر عدد سكانها بـ 73 نسمة .